# Neue Ulrichstraße

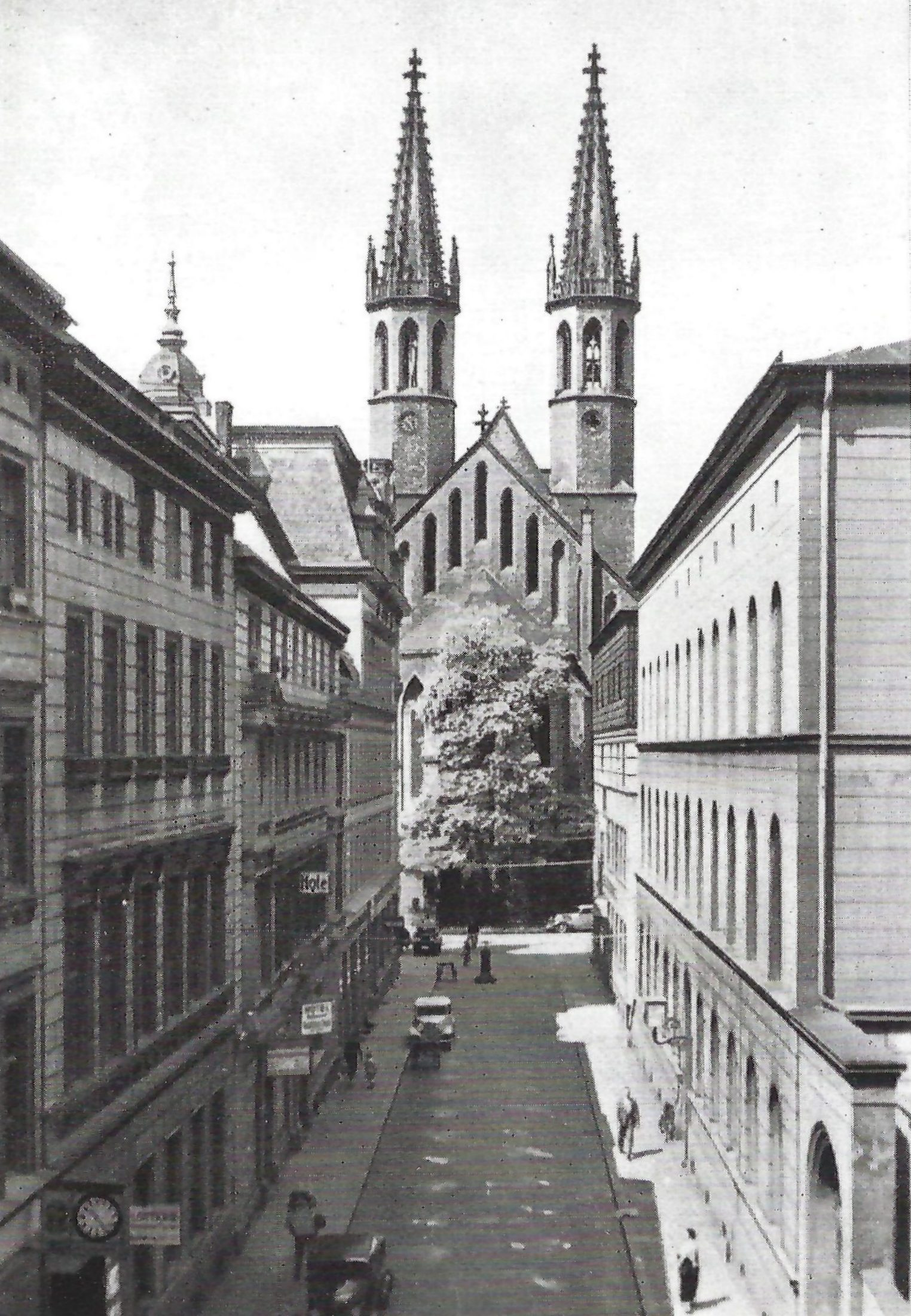
Neue Ulrichstraße, Blick von Osten (wohl aus dem Haus Ulrichsbogen)

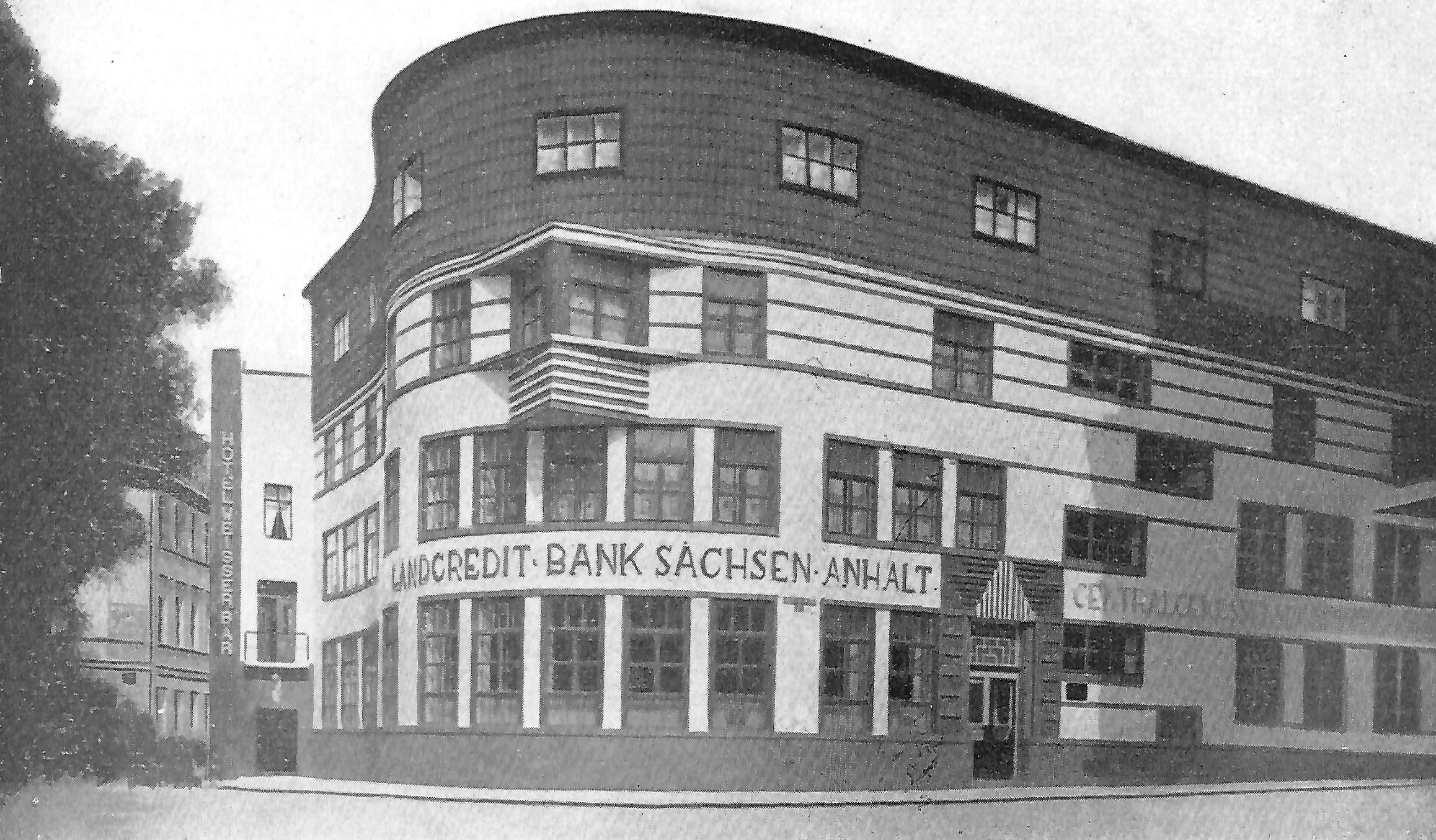
Westende der Neuen Ulrichstraße, Blick auf die Nordseite, Neue Ulrichstraße 3, rechts die Neue Ulrichstraße, geradezu auf der linken Seite die Kleine Münzstraße; links (nicht im Bild) die Ulrichskirche

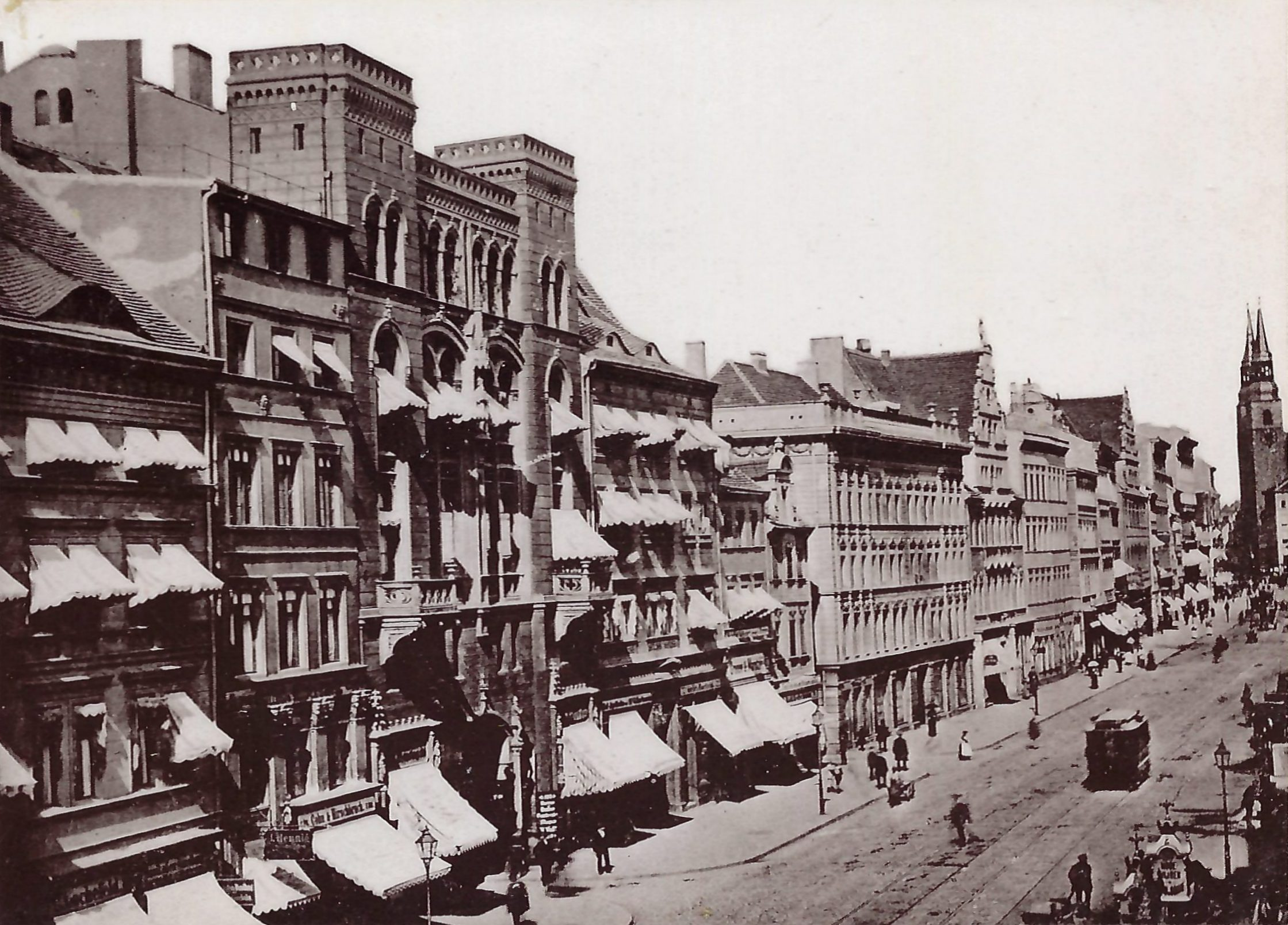
Ulrichsbogen (links), Blick von Südosten auf die Seite zum Breiten Weg

Die Neue Ulrichstraße war eine Straße in Magdeburg im heutigen Sachsen-Anhalt. Nach Zerstörungen im Zweiten Weltkrieg wurde die Straße aufgegeben und überbaut.

## Lage und Verlauf

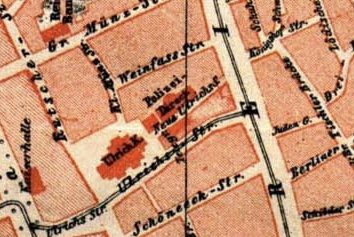
Neue Ulrichstraße (Mitte) auf einem Stadtplan um 1886

Die Straße befand sich in der Magdeburger Altstadt. Sie begann am Breiten Weg am Ulrichsbogen (Breiter Weg 159) und verlief von dort aus gerade nach Westen auf die Ulrichskirche zu, vor der sie in die Kleine Münzstraße mündete. Parallel verlief etwas weiter südlich die Alte Ulrichstraße.
Die Hausnummerierung verlief von der Nummer 1 an der nordöstlichen Ecke auf der Nordseite nach Westen bis zur Nummer 3. Auf der Südseite lief die Nummerierung zurück bis zur Nummer 5. Die Grundstücksnummern 6 und 7 gehörten bereits wieder zum Breiten Weg.
Heute befindet sich an dieser Stelle der nördliche Teil des Ulrichshaus Magdeburg und das Restaurant Alex. Etwas nördlich verläuft parallel zum ehemaligen Verlauf der Neuen Ulrichstraße die Ernst-Reuter-Allee.

## Geschichte
Die Straße entstand, obwohl in der sehr viel älteren Magdeburger Altstadt gelegen, erst 1848 als Durchbruch vom Breiten Weg in Richtung Ulrichskirche. Über ihrem östlichen Ende wurde 1848/1849 das Gebäude Ulrichsbogen errichtet, durch das die Straße verlief und auf den Breiten Weg mündete. Der Namensbestandteil Neue wurde in Unterscheidung zur südlich verlaufenden Ulrichstraße vergeben, die seit dem Alte Ulrichstraße hieß.
In der Hausnummer 1 befand sich zumindest in den 1930er Jahren die Gastwirtschaft Fideles Gefängnis, in der Nummer 2 ein Polizeirevier. Auf der Südseite war in dieser Zeit in der Nummer 4 das Hotel Deutsches Haus angesiedelt.
Der Bereich der Neuen Ulrichstraße wurde im Zweiten Weltkrieg zerstört. In der Zeit der DDR blieb die Fläche als Teil des Zentralen Platzes unbebaut. 1997 entstand dann dort das Ulrichshaus.

## Historische Häuser der Neuen Ulrichstraße
| Hausnummer | Name | Bemerkungen | Gewerbliche Nutzung vor der Zerstörung                                                                                                  | Bild |
| ---------- | ---- | --- | --- | ---- |
| 1          |      | 1914 gehörte das Grundstück dem Rentier H. Schaefer. Im Haus wurden vom Gastwirt C. Kaufmann die Kulmbacher Bierstuben betrieben. 1939 waren I. Driesing und W. Heckmann Eigentümer. | *Gastwirtschaft Fideles Gefängnis |      |
| 2          |      | 1914 gehörte das Grundstück dem Fiskus, eine Nutzung wurde nicht angegeben. 1916 war hier die Militärische Vorbereitungsanstalt des IV. Armeekorps untergebracht. Auch 1939 war noch der Preußische Staat Eigentümer, der es als Polizeirevier nutzte. In den 1930er Jahren betrieb der Arzt Carl Lennhoff hier seine Praxis bis ihm in der Zeit der nationalsozialistischen Gewaltherrschaft aufgrund seiner jüdischen Herkunft die Zulassung entzogen wurde. | *Polizeirevier, Kommando der Schutzpolizei, Abschnittskommando Nord                                                                     |      |
| 3          |      | 1914 gehörte das Grundstück dem Fiskus, eine Nutzung wurde nicht angegeben. 1916 wurde es als Altes Polizeigefängnis bezeichnet. 1939 war die Centr. Genossenschaft zum Bezuge landw. Bedarfs eGmbH aus Halle (Saale) Eigentümerin. | *Franz Jacob, Textil-Groß-Agentur *Landcredit-Bank Sachsen-Anhalt AG *Richter & Schatz GmbH, Vermittlungsgeschäft *A. Weihe, Damenmoden |      |
| 4          |      | 1914 war die Witwe E. Kaufmann Eigentümerin. 1916 wurde als Nutzer das Hansa-Hotel genannt. Im Jahr 1939 wurde Gen. Direkt. H. Mette als Eigentümer geführt. | *Hotel Deutsches Haus *Wilhelm Corneth, Bettenvertreter *Willi Thormeier, Bäckerei- und Konditoreimaschinen                             |      |
| 5          |      | Eigentümer war 1914 der Rentner F. Nagel. | |      |
| 6          |      | Gehörte zu Breiter Weg 160 bis 162. Eigentümer war 1914 der Rentner F. Nagel. Es bestand die Garderobenhandlung S. Dessauer. | |      |
| 7          |      | Gehörte zu Breiter Weg 160 bis 162. Eigentümer war 1914 der Rentner F. Nagel. Es bestand die Garderobenhandlung S. Dessauer. | |      |